# Xi Mingze
Xi Mingze (chinesisch 習明澤 / 习明泽, Pinyin Xí Míngzé, auch bekannt als Xiao Muzi (小木子; „Kleines Holz“); * 25. Juni 1992 in Fuzhou, Provinz Fujian) ist eine chinesische Französistin, Psychologin sowie das offiziell einzige Kind des chinesischen Staatsoberhaupts und Generalsekretärs der Kommunistischen Partei Chinas Xi Jinping und seiner zweiten Ehefrau Peng Liyuan.

## Leben und Wirken
Als Kind von Chinas Staats- und Parteichef schützt die Staatsführung Xi Mingzes Privatsphäre. Nur wenige ihrer persönlichen Daten sind offiziell bekannt. Nach vorliegenden Informationen studierte sie von 2006 bis 2008 Französistik an der Hangzhou Foreign Languages School. Nach dem Erdbeben in Sichuan 2008 soll Xi eine Woche lang freiwillig als Katastrophenhelferin in Mianzhu gearbeitet haben. Nach einem einjährigen Grundstudium an der Zhejiang-Universität schrieb sich Xi Mingze 2010 an der Harvard University ein. 2013 hatte sie ihren ersten öffentlichen Auftritt zusammen mit ihren Eltern in Yan’an, wo sie den Einheimischen Neujahrsgrüße überbrachten. 2014 schloss sie ihr Psychologiestudium mit einem Bachelor of Arts ab. Danach soll sie nach China zurückgekehrt sein. Nach Medienberichten lebte sie seit 2015 in Peking.
Im Februar 2022 machte die US-Parlamentsabgeordnete Vicky Hartzler öffentlich, dass sich Xi Mingze im Rahmen eines Aufbaustudiengangs erneut in den USA aufhalte.